# Вігри
 Вігри (пол. Wigry) — озеро на території Вігерського національного парку в Підляському воєводстві Польщі.

## Географія
Більша частина озера розташована в гміні Сувалки Сувальського повіту; південна частина — в гміні Новинка Августівського повіту. Східний берег озера служить кордоном між Сувальським та Сейненським повітом.
Площа озера за різними даними становить від 21,15 до 21,183 км², середня глибина від 15,4 до 15,8 метрів, максимальна глибина від 73 до 74,2 метрів. Озеро Вігри належить до найглибших (5-е місце в країні) і найбільших (10 місце) Польських озер.
Форма нагадує букву «S». Завдяки формі берегової лінії озеро спочатку називали Wingry, ця назва походить від ятвязького слова wingris (викривлення, звивисті). Цю назву згадував літописець Ян Длугош, коли писав про полювання Владислава Ягайла в 1418 році.
Береги озера високі і покриті хвойними лісами.

## Література

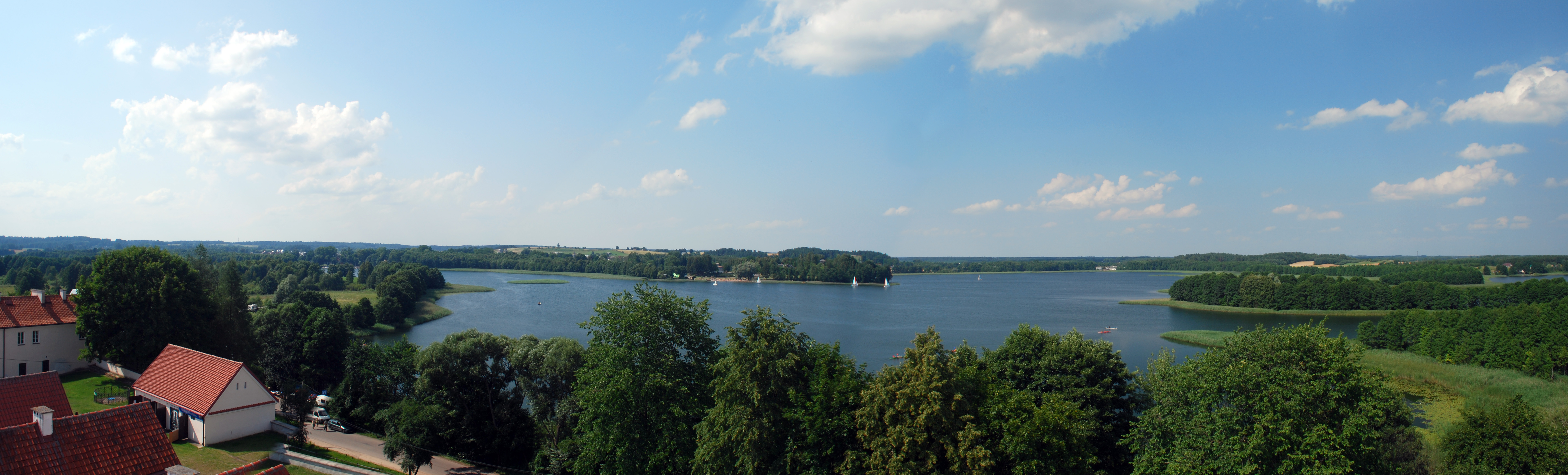
Панорама озера з вежі монастиря в Вігри